# ITF男子世界网球巡回赛

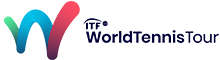
ITF 世界网球巡回赛徽标

国际网联男子巡回赛（英語：ITF Men's Circuit）是由国际网球联合会在世界各地所举办的一系列职业男子网球赛事的总称。国际网联男子巡回赛是男子职业网球赛事中的最低级别，但是本项赛事的积分被纳入ATP排名，为年轻选手提供了迈入更高级别职业赛事——ATP挑战赛的机会。

## 赛制
最初国际网联男子巡回赛由卫星赛所组成，每场卫星赛都持续四周以上。但是到了1990年代后期，国际网联为男子巡回赛引入了“未来赛（Futures Tournaments）”。新引入的未来赛为组织赛事的国家或地区网球协会以及参与赛事的选手提供了更大的便利。随着时间的推移，国际网联男子巡回赛中卫星赛的比重在逐步下降；直至2007年，卫星赛被完全取消。
未来赛允许参赛选手获得他们职业生涯的赛事头衔和对应的ATP积分。而赛事分为单打和双打两个项目，每场赛事持续时间约为一周的时间。截止2017年，男子巡回赛的赛事奖金分为1.5万美元和2.5万美元两个级别；同时部分赛事还提供免费住宿。未来赛通常有相当数量的资格抽签，这使得很多没有排名的准职业选手获得进入巡回赛的资格并有机会拿到属于他们的ATP积分。

## ATP积分
| 赛事级别                  | 冠军积分 | 亚军积分 | 四强积分 | 八强积分 | 16强积分 |
| ------------------------- | -------- | -------- | -------- | -------- | -------- |
| 25,000美元奖金 + 免费住宿 | 35       | 20       | 10       | 4        | 1        |
| 25,000美元奖金            | 27       | 15       | 8        | 3        | 1        |
| 15,000美元奖金 + 免费住宿 | 27       | 15       | 8        | 3        | 1        |
| 15,000美元奖金            | 18       | 10       | 6        | 2        | 1        |